# Табакова, Елена Ильинична
Табакова Елена Ильинична (15 марта 1919, Петроград, РСФСР — 17 июля 2010) — российская советская художница, живописец и педагог, член Санкт-Петербургского Союза художников (до 1992 года — Ленинградской организации Союза художников РСФСР), кандидат искусствоведения, доцент.

## Биография
Елена Ильинична Табакова родилась 15 марта 1919 года в Петрограде. В 1940 году поступила на первый курс факультета живописи Ленинградского института живописи, скульптуры и архитектуры при Всероссийской Академии художеств. В 1947 году окончила институт по мастерской Бориса Иогансона с присвоением звания художника живописи. Дипломная работа — картина «Десант» (находится в Научно-исследовательском музее Академии художеств в Санкт-Петербурге).
С 1947 по 1950 год училась в аспирантуре института. В 1953 году за картину «Час отдыха» присвоена учёная степень кандидата искусствоведения. С 1951 года преподаёт в Ленинградском институте живописи, скульптуры и архитектуры имени И. Е. Репина. Участница выставок с 1947 года. Пишет жанровые картины, портреты, пейзажи, натюрморты.
Произведения Е. И. Табаковой находятся в музеях и частных собраниях в России, США, Японии, Бельгии, Швейцарии, Франции и других странах.

## Выставки
- 1960 год (Ленинград): Выставка произведений ленинградских художников 1960 года.
- 1960 год (Ленинград): Выставка произведений ленинградских художников.
- 1961 год (Ленинград): Выставка произведений ленинградских художников 1961 года.
- 1964 год (Ленинград): Ленинград. Зональная выставка.
- 1967 год (Москва): Советская Россия. Третья Республиканская художественная выставка.
- 1971 год (Ленинград): Наш современник. Выставка произведений ленинградских художников 1971 года.
- 1975 год (Ленинград): Наш современник. Зональная выставка произведений ленинградских художников.
- 1976 год (Москва): Изобразительное искусство Ленинграда.
- 1977 год (Ленинград): Выставка произведений ленинградских художников, посвящённая 60-летию Великого Октября.
- 1980 год (Ленинград): Зональная выставка произведений ленинградских художников.
- Январь 1992 года (Париж): Выставка «Санкт-Петербургская школа».